# Зак и Коди: Всё тип-топ
«Зак и Коди: Всё тип-топ» (англ. The Suite Life Movie) — американский телефильм режиссёра Шона МакНамары, снятый по мотивам комедийных телесериалов Disney Channel, Всё тип-топ, или Жизнь Зака и Коди и Всё тип-топ, или Жизнь на борту. В главных ролях: Дилан и Коул Спраус, также являющиеся сопродюсерами фильма. Премьера фильма в США состоялась 25 марта 2011 года на Disney Channel.

## Сюжет
К Заку и Коди обращается врач и говорит им, что они идеально подошли бы для участия в проекте «Гемини» — крупном проекте по исследованию эффекта близнецов. Но этот проект приводит к тому, что один близнец начинает чувствовать то, что чувствует другой.

## В ролях
- Коул Спраус — Коди Мартин
- Дилан Спраус — Зак Мартин
- Бренда Сонг — Лондон Тип-Топ
- Дебби Райан — Бэйли Пиккетт
- Мэттью Тиммонс — Вуди Финк
- Джон Дьюси — Доктор Сполдинг
- Кэтлин Пачитто — Нелли Смит
- Кара Пачитто — Келли Смит
- Мэттью Глэйв — Доктор Ольсен
- Фил Льюис — Мистер Мосби

## Премьеры в мире
| Страна         | Телеканал           | Премьера         | Название фильма         |
| -------------- | ------------------- | ---------------- | ----------------------- |
| Великобритания | Disney Channel (UK) | 17 февраля, 2011 | The Suite Life Movie    |
| США            | Disney Channel      | 25 марта, 2011   | The Suite Life Movie    |
| Россия         | Канал Disney        | 20 января, 2013  | Зак и Коди: Всё тип-топ |